# 飯島氏新連鰭䲗
飯島氏新連鰭䲗（学名：[Neosynchiropus ijimae] 错误：{{Lang}}：文本有斜体标记（帮助））为䲗科连鳍䲗屬的鱼类，俗名高鳍新鼠䲗鱼、饭岛氏鼠䲗鱼。分布于日本、台湾岛等，主要生活于水深100至20米处。该物种的模式产地在日本三崎。